# Русанівська волость (Гадяцький повіт)
Русанівська волость — адміністративно-територіальна одиниця Гадяцького повіту Полтавської губернії з центром у селі Русанівка.

Старшинами волості були у:
- 1900[1]—1904[2] роках козак Андрій Федорович Штанько;
- 1913[3] року козак Захар Федорович Сінько.
- 1915[4] року Григорій Михайлович Рябоконь.

## Сучасність
Нині територія волості входить до складу Липоводолинського району  Сумської області.